# MAGIC (愛內里菜單曲)
《MAGIC》为2009年10月21日发售的愛内里菜的第三十一张单曲。CD编号为GZCA-7152（初回限定版）、GZCA-7153（通常版）。

## 概要
- 以愛内里菜solo名义发售，继《START》以后时隔5年，而且也是自身最后为《名侦探柯南》演唱歌曲。

## 收錄曲目
1. MAGIC
  - 作詞：愛内里菜　作曲：大野愛果　編曲：葉山たけし
  - 读卖电视台动画《名侦探柯南》片头曲
2. hands
  - 作詞：愛内里菜　作曲：太田俊秋　編曲：古井弘人
3. MAGIC -instrumental-
4. hands -instrumental-

### 初回限定盘DVD
1. MAGIC -music clip-
2. MAGIC -making shot-

## 收录专辑
- ALL SINGLES BEST 〜THANX 10th ANNIVERSARY〜（#1）
- THE BEST OF DETECTIVE CONAN 4 〜名探偵コナン テーマ曲集4〜（#1）

## 百度试听
百度试听
| 动画《名侦探柯南》片头曲 2009年9月19日 - 2010年1月30日 |                    |                                  |
| 前作: BREAKERZ 《Everlasting Luv》                     | 愛内里菜 《MAGIC》 | 次作: GARNET CROW 《As the Dew》 |